# Sabine Anagnostou
Sabine Anagnostou (geborene Schultheis, * 1965) ist eine deutsche Pharmaziehistorikerin.

## Leben
Sabine Anagnostou studierte Pharmazie an der Universität Würzburg und wurde als Apothekerin approbiert. 1991 nahm sie neben der Tätigkeit in einer Apotheke einen Graduiertenstudiengang am Institut für Geschichte der Pharmazie der Philipps-Universität Marburg auf. 2000 wurde sie dort mit „summa cum laude“ zum Dr. rer. nat. promoviert. Ihre Dissertation erhielt 2003 den „Carmen Francés Preis“ der Internationalen Gesellschaft für Geschichte der Pharmazie. Von 2001 bis 2004 war sie Stipendiatin der Deutschen Forschungsgemeinschaft für „Ordensapotheken in Zentraleuropa und den Ländern Spanisch-Amerikas als Stätten des Heilmittel- und Wissenstransfers (16.–18. Jahrhundert)“. Ab 2002 übernahm sie Lehraufträge in Marburg, u. a. Vorlesungen zur Geschichte der Botanik.
Nach dem Ende ihres Stipendiats wurde sie 2004 in Marburg wissenschaftliche Mitarbeiterin und Habilitandin am Institut für Geschichte der Pharmazie, wo sie 2009 ihre Habilitation abschloss und ihre Lehrberechtigung erhielt. Ab 2010 war sie dort Privatdozentin. 2011 erhielt sie für ihre Habilitationsschrift von der Akademie gemeinnütziger Wissenschaften zu Erfurt den Dalberg-Preis. Zu diesem Zeitpunkt hatte sie ihre Forschungsergebnisse bereits in mehr als 40 Publikationen und zahlreichen Vorträgen vorgestellt. Im Mai 2013 wurde sie in Marburg zur Professorin ernannt, wechselte aber zum 30. Juni in die Industrie. Sie ist weiterhin als Hochschullehrerin in Marburg tätig.
Seit April 2012 war sie Präsidentin der Deutschen Gesellschaft für Geschichte der Pharmazie. Seit 2004 ist sie Mitglied der International Society for the History of Pharmacy, seit 2011 der Académie Internationale d‘Histoire de la Farmacie. Sie gehört außerdem zum erweiterten Kreis der Forschergruppe Klostermedizin als „Spezialistin für Missionsmedizin, also die Kenntnisse über Heilpflanzen, die die Mönche aus den Kolonien mitgebracht haben“.

## Schriften (Auswahl)
- Jesuiten in Spanisch-Amerika als Übermittler von heilkundlichem Wissen (= Quellen und Studien zur Geschichte der Pharmazie. 78). Wissenschaftliche Verlagsgesellschaft, Stuttgart 2000, ISBN 3-8047-1812-4 (Zugleich: Marburg (Lahn), Universität, Dissertation, 2000).
- Ethnomedizinische Aspekte jesuitischer Missionstätigkeit in Spanisch-Amerika. In: Zeitschrift für Phytotherapie. Band 22, Nr. 5, 2001, S. 229–235.
- Epazotl, Tlápatl und Tlilxochitl. Mexikanische Arzneipflanzen. In: Pharmazeutische Zeitung. Band 147, Nr. 51/52, 2002, S. 26–30.
- Maracujá, Granadille, Flor de la Pasión. The historical tradition of the Passionflower in medicine and pharmacy in America and Europe. In: Analecta historico medica. Band 3, Nr. 1, 2005, S. 143–162.
- als Übersetzerin mit Michael Spang: Forschung und Technik im Mittelalter (= Spektrum der Wissenschaft. Highlights. 3, 2008). Spektrum der Wissenschaft, Heidelberg 2008, ISBN 978-3-938639-91-7.
- Vom antiken Purgans zum modernen Laxans. “Qui bene purgat, bene curat!” In: Pharmazie in unserer Zeit. Band 37, Nr. 2, 2008, S. 121–129, doi:10.1002/pauz.200700254.
- mit Ursula Lang, Axel Helmstädter: Aromatic vinegars: antiseptics of the past. In: Pharmaceutical historian. Band 40, Nr. 1, 2010, S. 10–12.
- Pflanzliche Lebertherapeutika. Von Leberblümchen und Geel-wurtz. In: Pharmazeutische Zeitung. Band 156, Nr. 2, 2011, S. 58–65.
- Coca – traditionsreiche Arzneipflanze kontra Rauschgift. In: Zeitschrift für Phytotherapie. Band 32, Nr. 4, 2011, S. 191–194, doi:10.1055/s-0031-1271344.
- Missionspharmazie. Konzepte, Praxis, Organisation und wissenschaftliche Ausstrahlung (= Sudhoffs Archiv. Beiheft. 60). Steiner, Stuttgart 2011, ISBN 978-3-515-09910-3 (Zugleich: Marburg (Lahn), Universität, Habilitationsschrift, 2011).
- mit Fabian Fechner: Historia natural y farmacia misionera entre los jesuitas en el Paraguay. In: Guillermo Wilde (Hrsg.): Saberes de la conversión. Jesuitas, indígenas e imperios coloniales en las fronteras de la cristiandad (= Historia de la religión. Paradigma indicial. 20). SB Ediciones, Buenos Aires 2011, ISBN 978-987-1256-93-8, S. 175–190.
- als Herausgeberin mit Florike Egmond, Christoph Friedrich: A passion for plants: materia medica and botany in scientific networks from the 16th to 18th centuries (= Quellen und Studien zur Geschichte der Pharmazie. 95). Wissenschaftliche Verlagsgesellschaft, Stuttgart 2011, ISBN 978-3-8047-3016-8.
- mit Ursula Lang: „Wider alle Giffte“ – Arzneiessige gestern und heute. In: Geschichte der Pharmazie. Band 64, Nr. 1/2, 2012, S. 1–8, (online).
- mit Ursula Lang: Medizingeschichte: Terra sigillata – zur Geschichte antiker Heilerden. In: Deutsches Ärzteblatt. Band 109, Nr. 41, 2012, A-2034 / B-1657 / C-1627, (Online-Version).
- mit Ursula Lang: Sir John Pringle (1707–1782): Hilfe für die Verwundeten im Krieg. In: Deutsches Ärzteblatt. Band 110, Nr. 37, 2013, A-1680 / B-1486 / C-1460, (Online-Version).